# Sandro Ramírez
 Sandro Ramírez Castillo (Las Palmas de Gran Canaria, 9 juli 1995) is een Spaans voetballer die doorgaans als aanvaller speelt. 

## Clubvoetbal
Ramírez speelde in de jeugd van UD Las Palmas en verruilde die in 2009 voor de jeugdopleiding van FC Barcelona. Hier begon hij in het Cadete-team. Ramírez werd in 2013 regionaal kampioen met de Juvenil A, het hoogste jeugdelftal van FC Barcelona. Hij was met twintig doelpunten topscorer van het team, terwijl hij enkele maanden niet kon spelen door een knieblessure. Ramírez werd in 2013 doorgeschoven naar de selectie van het tweede elftal. Hiervoor debuteerde hij op 19 augustus 2013 in de Segunda División A, tegen CD Mirandés. Ramírez maakte in het seizoen 2014/15 zijn debuut in het eerste elftal van FC Barcelona, waarvoor hij in de volgende twee seizoenen zeventien competitiewedstrijden speelde en twee keer scoorde. Daarnaast speelde hij voor de club in de Champions League en de Copa del Rey, maar een doorbraak bleef uit. Na afloop van het seizoen 2015/16 mocht hij de club transfervrij verlaten.
Ramírez tekende in juli 2016 een contract tot medio 2019 Málaga CF, de nummer acht van de Primera División in het voorgaande seizoen. Daarvoor maakte hij in één seizoen veertien doelpunten in dertig competitiewedstrijden. Ramírez tekende in juli 2017 een contract tot medio 2021 bij Everton, de nummer zeven van de Premier League in het jaar ervoor.

## Clubstatistieken
| Seizoen         | Club              | Competitie         | Competitie | Competitie | Beker | Beker | Supercup | Supercup | Europa | Europa | Totaal | Totaal |
| Seizoen         | Club              | Competitie         | Wed.       | Dlp.       | Wed.  | Dlp.  | Wed.     | Dlp.     | Wed.   | Dlp.   | Wed.   | Dlp.   |
| --------------- | ----------------- | ------------------ | ---------- | ---------- | ----- | ----- | -------- | -------- | ------ | ------ | ------ | ------ |
| 2013/14         | FC Barcelona B    | Segunda División A | 31         | 7          | 0     | 0     | —        | —        | —      | —      | 31     | 7      |
| 2014/15         | FC Barcelona B    | Segunda División A | 30         | 8          | 0     | 0     | —        | —        | —      | —      | 30     | 8      |
| 2014/15         | FC Barcelona      | Primera División   | 7          | 2          | 2     | 1     | 0        | 0        | 3      | 1      | 12     | 4      |
| 2015/16         | FC Barcelona      | Primera División   | 10         | 0          | 4     | 3     | 2        | 0        | 3      | 0      | 19     | 3      |
| 2016/17         | Málaga CF         | Primera División   | 30         | 14         | 1     | 2     | —        | —        | 0      | 0      | 31     | 16     |
| 2017/18         | Everton           | Premier League     | 8          | 0          | 1     | 0     | —        | —        | 6      | 1      | 15     | 1      |
| 2017/18         | → Sevilla FC      | Primera División   | 13         | 0          | 2     | 0     | —        | —        | 3      | 0      | 18     | 0      |
| 2018/19         | → Real Sociedad   | Primera División   | 24         | 0          | 2     | 0     | —        | —        | —      | —      | 26     | 0      |
| 2019/20         | → Real Valladolid | Primera División   | 24         | 3          | 2     | 1     | —        | —        | —      | —      | 26     | 4      |
| 2020/21         | SD Huesca         | Primera División   | 20         | 6          | 0     | 0     | —        | —        | —      | —      | 20     | 6      |
| 2021/22         | → Getafe CF       | Primera División   | 29         | 3          | 1     | 1     | —        | —        | —      | —      | 30     | 4      |
| 2022/23         | → UD Las Palmas   | Segunda División A | 21         | 7          | 1     | 0     | —        | —        | —      | —      | 22     | 7      |
| Carrière totaal | Carrière totaal   | Carrière totaal    | 247        | 50         | 14    | 8     | 2        | 0        | 15     | 2      | 280    | 60     |

## Erelijst
| UEFA Champions League     | 1x | 2014/15          |
| UEFA Super Cup            | 1x | 2015             |
| Kampioen Primera División | 2x | 2014/15, 2015/16 |
| Copa del Rey              | 2x | 2014/15, 2015/16 |

1 Masip ·
2 L. Pérez ·
3 García ·
4 Olivas ·
5 Sánchez ·
6 González ·
7 Guardiola ·
8 K. Pérez ·
9 Weissman ·
10 Plano ·
11 Hervías ·
12 Orellana ·
13 Roberto ·
14 Alcaraz ·
15 El Yamiq ·
16 André ·
17 Mesa ·
18 Janko ·
19 Toni ·
20 Fede ·
21 Míchel  ·
22 Nacho ·
23 Rubio ·
24 Joaquín ·
40 Jota ·
Coach: Sergio